# Olearia cheesemanii
Olearia cheesemanii là một loài thực vật có hoa trong họ Cúc. Loài này được Cockayne & Allan mô tả khoa học đầu tiên.